# Etha nigromaculata
Etha nigromaculata är en stekelart som beskrevs av Jonathan 2000. Etha nigromaculata ingår i släktet Etha och familjen brokparasitsteklar. Inga underarter finns listade i Catalogue of Life.